# ناحية مركز الشيخ بدر
ناحية مركز الشيخ بدر إحدى نواحي سوريا تتبع إداريّاً لمحافظة طرطوس منطقة الشيخ بدر ومركزها بلدة الشيخ بدر، بلغ تعداد سكان الناحية 25,324 نسمة حسب التعداد السكاني لعام 2004.

## مدن وبلدات وقرى ناحية مركز الشيخ بدر
عسلية، بطحانية، بيت القلع، بنجارة، بعزرائيل، بغمليخ (الغمامة)، بوردة، دبيبية، عين الكبير، فندارة، كوكب الهوى، المجيدل، نيحا، النمرية، القليعات، الشيخ بدر، تاجية، تنغري، الوردية، زريقة، برمانة رعد.